# 테레자 보우치코바
테레자 보우치코바(체코어: Tereza Boučková, 1957년 5월 24일 ~ )는 체코의 소설가이다.
보우치코바는 2014년 12월 12일 이탈리아 라 사피엔차 대학교에서 열린 문학 포럼에서 한국 작가들과 만났다. 포럼의 주제는 '문학 안에서 다름을 마주하다'였으며, 보우치코바는 신경숙과 짝지어 '노동하는 나, 여성인 나, 소설 쓰는 나'를 주제로 대화했다. 이 포럼에는 신경숙, 이문열, 이승우, 조경란, 한강 5명의 한국 작가와 테레자 보우치코바, 디터 그라프, 후안 프란시스코 페레, 파비오 스타시, 마우로 코바치츠 5명의 유럽 작가가 참여했다.